# 儀徵市揚子投資發展集團
儀徵市揚子投資發展集團有限公司，簡稱揚子集團（英語：Yi Zheng Yangzi Investment Development Group Co., Ltd.），在1990年，於總部儀徵設立前身「儀徵市天地集團公司」，而2009年設立前身「儀徵市揚子投資發展有限公司」，業務在中國內地和全球經營投資房地產、文農旅、金融服務、建築。

## 历史
1990年，前身「儀徵市天地集團公司」於當時總部儀徵設立。
2009年，前身「儀徵市揚子投資發展有限公司」於現時總部儀徵設立。
2019年，「儀徵市揚子投資發展有限公司」和「儀徵市天地集團公司」合併更名「儀徵市揚子投資發展集團有限公司」。
2020年，揚子集團收購「扬州化工产业投资发展有限公司」。
由于仪征市国有基层粮站发现严重问题，部分管理者用“升溢粮”、“等级粮”、“转圈粮”等方式套取利益，党组织建设也存在严重问题，出现了乡镇党委和粮食系统“两不管”地带，粮食管理系统长期政企不分、权责不明、监管不力。2020年9月，揚子集團收購「仪征市粮食购销总公司」（2021年12月17日，更名「仪征市天扬粮食购销有限公司」）、原儀徵市糧食局轄下糧站，仪征市粮食局则与企业彻底剥离，并入市发改委，实现政企分离。